# Gymnura marmorata
La raya mariposa de California (Gymnura marmorata) es una especie de raya bentónica costera, poco amenazada de la familia Gymnuridae. Se encuentra principalmente en Colombia, Costa Rica, Ecuador, El Salvador, Guatemala, Honduras, México, Nicaragua, Panamá, Perú y Estados Unidos. 

## Descripción
Puede medir entre 100 y 150 cm de longitud total, su reproducción es de tipo ovovivípara. Tiene un pequeño aguijón que utilizan a modo de defensa. Se alimentan de crustáceos y pequeños peces. Las hembras maduran a los 62 cm y los machos a los 41 cm.
Son animales ovovivíparos (vivíparos aplacentarios), el embrión se nutre inicialmente del vitelo (yema) y reciben un aporte adicional de la madre por absorción de fluidos uterinos enriquecidos con mucus, grasa y/o proteínas. Se producen camadas de 4 a 16 crías que miden entre 21 y 26 cm.

## Hábitat
Habita en mares poco profundos, lechos sub acuáticos, arrecifes de coral, aguas estuarinas arenosas, limosas y fangosas, marismas intermareales y lagunas salinas costeras.
Puede vivir en un rango de profundidad de entre 1 y 94 m.